# Jesse Washington
Jesse Washington (* 1898 oder 1899; † 15. Mai 1916 in Waco, Texas) war ein US-amerikanisches Opfer von Lynchjustiz. Der Afroamerikaner, der wegen Mordes an einer weißen Frau verurteilt wurde, wurde von einem Mob getötet. Die Lynchjustiz durch Verbrennen bei lebendigem Leib, der zahlreiche Demütigungen vorausgingen, wurde als Waco-Massaker bekannt.

## Hintergrund
Washington war ein junger afroamerikanischer Mann, der in Waco, Texas (USA), lebte. Texas war zu Beginn des 20. Jahrhunderts, wie viele andere südliche US-Bundesstaaten auch, regelmäßig Schauplatz brutaler, oft rassistisch motivierter Lynchvorgänge und Rassenkrawalle (vgl. Houston, Texas, 1917 oder Rosewood, Florida, 1923). Als am 8. Mai 1916 Washington des Mordes an der 53-jährigen Farmersfrau Lucy Fryer aus Robinson, Texas, bezichtigt wurde, heizte sich die feindliche Stimmung der weißen Bevölkerung wieder auf und entlud sich endgültig nach Washingtons Gerichtsverhandlung am 15. Mai 1916. Sein Prozess hatte rasch geendet; die (vollständig weiße) Jury hatte nur wenige Minuten gebraucht, um die Schuld des Angeklagten festzustellen. Ohne Rücksicht auf sein jugendliches Alter wurde Washington zum Tode verurteilt.

## Vorfall

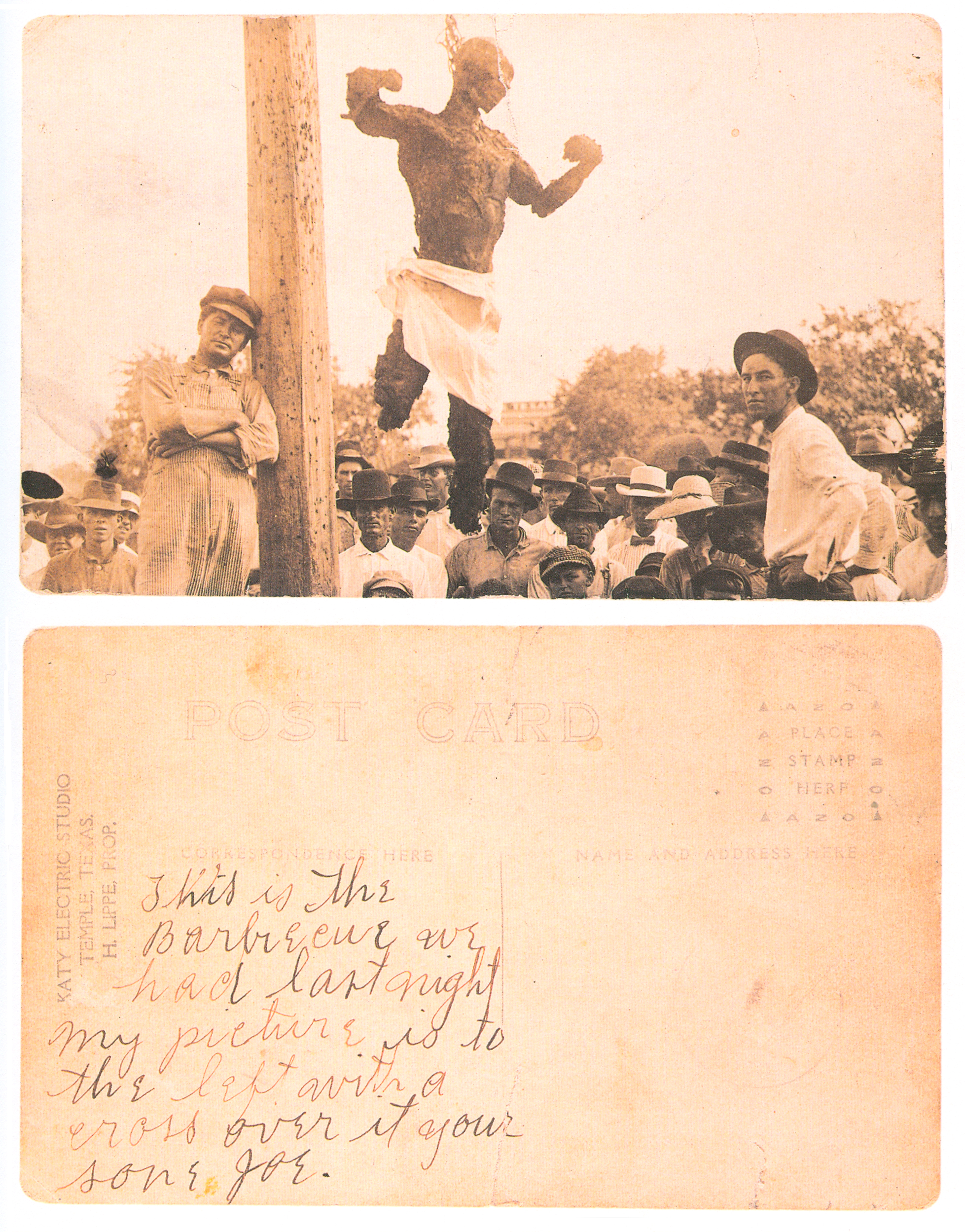
Postkarte mit Foto des verkohlten Leichnams von Will Stanley (1915), wenige Monate vor der Tat im unweiten Temple aufgenommen und auch in Waco verkauft. Text: This is the barbecue we had last night. […] Your son, Joe. („Das war gestern abend unser Barbecue. […] Dein Sohn Joe.“)

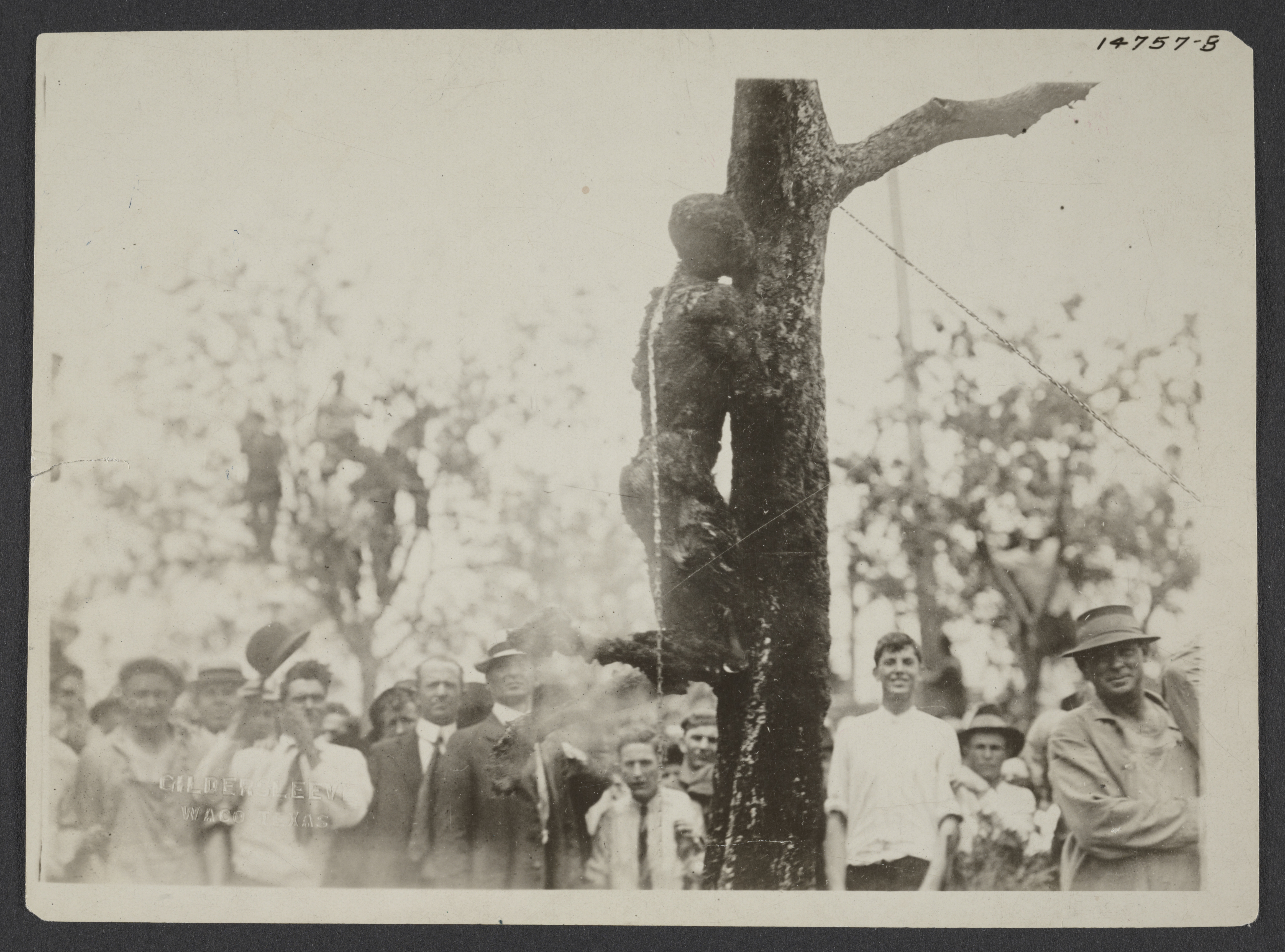
Aufnahme der Menschenmenge, die den Leichnam Washingtons beschaut (1916)

Auf dem Weg aus dem Gerichtsgebäude schlug Washington der Zorn der aufgebrachten Menge, die sich dort versammelt hatte, entgegen. Bis zu 15.000 Menschen säumten den Platz.
Washington wurde vom Gerichtsgebäude zum Rathaus gedrängt, wo unter einem Baum bereits ein Scheiterhaufen vorbereitet wurde. Washington wurde geschlagen und mit Öl übergossen. Nachdem er auf den Scheiterhaufen verbracht worden war, wurden ihm die Finger, Zehen und die Genitalien abgeschnitten. Schließlich wurde Washington an dem über den Scheiterhaufen ragenden Baum aufgehängt und stückweise in die Flammen abgelassen. Washington versuchte, die Kette zu erklimmen, was ihm ohne Finger nicht gelang.
Nachdem Washington grausam gestorben war, wurde sein verkohlter Leichnam hinter einem Pferd durch die Stadt geschleift. Ein Teilnehmer behielt einen Teil der Genitalien Washingtons.

## Auswirkungen
Der Fotograf Fred Gildersleeve machte Aufnahmen des Lynchmords und verkaufte diese als Postkarten. Im Juli 1916 stoppte er den Verkauf, weil ihn Bürger Wacos dazu aufgefordert hatten. Sie fürchteten schlechte Publicity.
Die Tat erregte landesweit Entsetzen; die Zeitung The Nation und die New York Times verurteilten den Lynchmord. Die Bürgerrechtsorganisation National Association for the Advancement of Colored People forderte eine öffentliche Untersuchung und Aufklärung des Falles. Die meisten texanischen Zeitungen reagierten hingegen recht verhalten; keiner der Beteiligten aus der schaulustigen Menge – auch keiner derer, die den Scheiterhaufen vorbereitet oder sonst an der Tötung Washingtons beteiligt waren – wurde zur Rechenschaft gezogen. Obwohl Lynchjustiz in Texas illegal war, wurden auch die umstehenden Polizisten und Gerichtsdiener nicht belangt.
Die Vereinigten Staaten wurden auch in den Jahren nach dem Washington-Lynchvorfall von rassistisch motivierter Gewalt mit bürgerkriegsähnlichen Ausmaßen heimgesucht, vor allem der Süden mit höherem schwarzen Bevölkerungsanteil.

## Rezeption
Nach der Wahl Barack Obamas zum US-Präsidenten fragte der Dokumentarfilmer Carvin Eison nach der Aktualität des gewalttätigen Rassismus in den USA. In seinem Film Lynchmorde in den USA – Die Schatten der Vergangenheit (Shadows of the Lynching Tree, 2008) schildert Eison fortwirkende rassistische Stereotypen vor dem Hintergrund des Falles Jesse Washington. Einstellungen und Erlebnisweisen weißer Rassisten werden mit Zitaten aus James Baldwins Erzählung Des Menschen nackte Haut (Going to Meet the Man, 1965) illustriert, in der sich der (weiße) Protagonist nostalgisch an einen als Initiationserlebnis empfundenen Lynchmord in seiner Kindheit erinnert, der starke Ähnlichkeit mit der Ermordung Washingtons aufweist.

## Sonstige Anmerkungen
1. ↑  Washington war zum Zeitpunkt seines Todes 17 Jahre alt

| Personendaten    | Personendaten                           |
| ---------------- | --------------------------------------- |
| NAME             | Washington, Jesse                       |
| KURZBESCHREIBUNG | US-amerikanisches Opfer von Lynchjustiz |
| GEBURTSDATUM     | 1898 oder 1899                          |
| STERBEDATUM      | 15. Mai 1916                            |
| STERBEORT        | Waco, Texas                             |